# Егорино (Днепропетровская область)
Егорино (укр. Єгорине) — село, Цибульковский сельский совет, Царичанский район, Днепропетровская область, Украина.
Код КОАТУУ — 1225685002. Население по переписи 2001 года составляло 183 человека.

## Географическое положение
Село Егорино находится на правом берегу реки Орель, выше по течению примыкает село Китайгород, на противоположном берегу — село Могилёв. На расстоянии в 0,5 км расположено село Саловка. Река в этом месте извилистая, образует лиманы, старицы и заболоченные озёра. Рядом проходит автомобильная дорога Т-0441.